# チェンジホールディングス
株式会社チェンジホールディングス（英: CHANGE Holdings,Inc.）は、東京都港区に本社を置く日本の企業。
同社の完全子会社である株式会社チェンジについても記述する。

## 概要
コンサルティング及びインターネット関連企業を傘下に有する日本の持株会社。
社名は、「Change People, Change Business, Change Japan」(様々な社会問題に直面する日本の社会をより良い方向に導くことを意味する)、「NEW-ITトランスフォーメーション事業」(企業の変革を促す事業)より命名。

## 沿革
- 2003年4月10日 - アクセンチュア出身の神保吉寿、福留大士、伊藤彰、金田憲治、石原徹哉の5人が株式会社チェンジを設立[3]。
- 2016年9月27日 - 東証マザーズに上場[4][5]。
- 2018年
  - 9月27日 - 東証一部に上場。
  - 11月30日 - トラストバンクを子会社化[6][7][8][9][10]。
- 2020年10月8日 - 株式交換によりトラストバンクを完全子会社化[11]。
- 2022年
  - 3月 - SBIホールディングスと資本業務提携。筆頭株主であった神保吉寿ら5名が保有株式の一部をSBIホールディングスに譲渡し、SBIホールディングスが筆頭株主となる[12]。
  - 6月29日 - SBIホールディングスの持分法適用関連会社となる[13]。
- 2023年
  - 4月1日 - 持株会社体制に移行。NEW-ITトランスフォーメーション事業を株式会社チェンジ（2代）に吸収分割にて承継。株式会社チェンジ（初代）は株式会社チェンジホールディングスに商号変更[14]。
  - 10月11日 - イー・ガーディアンを子会社化[15]。

## 事業内容
- AI（人工知能）、音声インターネット、モビリティ、IoTビッグデータ、クラウド、セキュリティなどの新しいテクノロジー（提供各種アルゴリズム群のライブラリ及び基盤テクノロジーを活用したサービス）を活用し、日本企業や官公庁の業務効率化支援サービスやビジネスモデルを変革するサービス及びIT人材育成の研修事業（NEW-ITトランスフォーメーション事業）
- 公共（Public）と技術（Technology）を掛け合わせた造語のパブテックで、AI（人工知能）、ディープラーニング（深層学習）、ブロックチェーン等の先端技術を用いて、社会課題を解決することを強化・推進する事業[6]。

## 子会社・関連会社
- トラストバンク
- イー・ガーディアン

## 関連する人物
- 須永珠代
- 山田裕